# Bani (sikhisme)
Pour les articles homonymes, voir Bani.

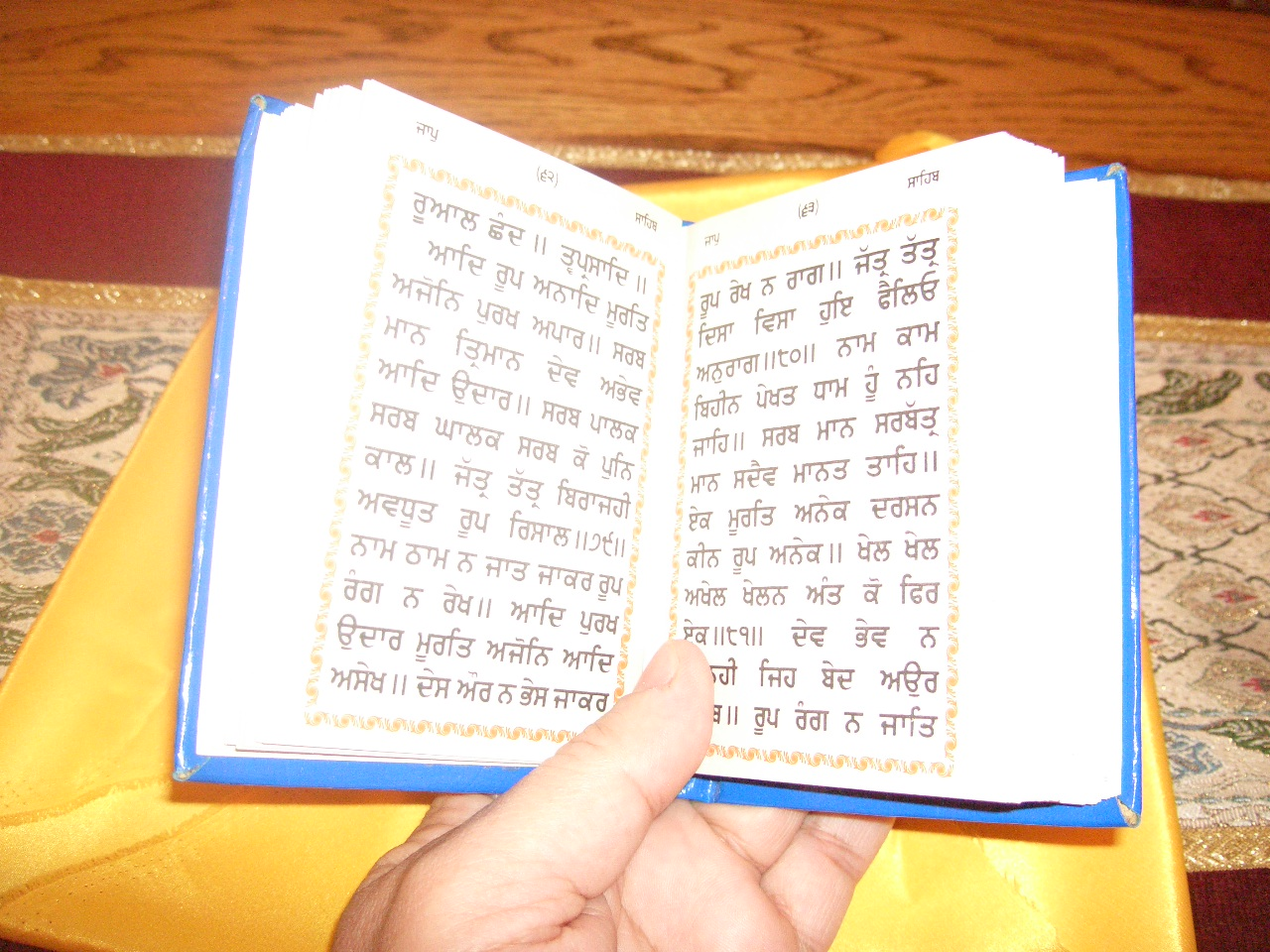
Banis dans un livre religieux sikh.

Bani est un mot courant que les croyants utilisent en abréviation de gurbani; ce terme se réfère aux compositions des gourous du sikhisme et aux écrits des bhagats, les poètes, dont les hymnes se retrouvent dans le livre saint des sikhs le Guru Granth Sahib. Bani vient du sanskrit vani et se traduit par: voix, parole. Il y a Cinq Banis qui sont des prières que doit dire quotidiennement tout sikh. Bani peut parler des écrits du Dasam Granth également. Pour le sikh, les paroles des Gurus sont Dieu révélé. Les Gurus ne sont ni des avatars, ni des prophètes. Les banis sont les paroles, les commandements divins révélés par la médiation des Gurus.